# Australoconops splendidus
Australoconops splendidus är en tvåvingeart som först beskrevs av Krober 1916.  Australoconops splendidus ingår i släktet Australoconops och familjen stekelflugor. Inga underarter finns listade i Catalogue of Life.